# Tschechischer Fußballpokal 1998/99
Der Tschechische Fußballpokal 1998/99 (tschechisch: Pohár ČMFS 1998/99) war die sechste Austragung des Fußballpokalwettbewerbs der Männer des Fußballverbandes der Tschechischen Republik. Im Endspiel setzte sich der SK Slavia Prag mit 1:0 nach Verlängerung gegen Slovan Liberec durch. Der Sieger nahm am UEFA-Pokal teil.

## Modus und Termine
Am Wettbewerb nahmen in der Vorrunde 36 Mannschaften teil. Zu den 18 Gewinnern stießen in der ersten Runde weitere 78 Teams. In der zweiten Runde kamen 16 Erstligisten hinzu. In allen Runden wurde der Sieger in einem Spiel ermittelt. Bis zum Achtelfinale wurde bei unentschiedenem Ausgang nach der regulären Spielzeit von 90 Minuten ein Elfmeterschießen durchgeführt. Ab dem Viertelfinale gab es nach einem Remis eine Verlängerung von zweimal 15 Minuten und falls notwendig ein Elfmeterschießen. Das Finale fand am 25. Mai 1999 statt.
| Runde         | Datum               | Spiele | Vereine   | Neueinstiege |
| ------------- | ------------------- | ------ | --------- | ------------ |
| Vorrunde      | 29. Juli 1998       | 18     | 130 → 112 | 36           |
| 1. Runde      | 1. – 2. August 1998 | 48     | 112 → 64  | 78           |
| 2. Runde      | 8. – 9. August 1998 | 32     | 64 → 32   | 16           |
| 3. Runde      | 23. September 1998  | 16     | 32 → 16   | –            |
| Achtelfinale  | 10. März 1999       | 08     | 16 → 8    | –            |
| Viertelfinale | 14. April 1999      | 04     | 8 → 4     | –            |
| Halbfinale    | 4. – 6. Mai 1999    | 02     | 4 → 2     | –            |
| Finale        | 25. Mai 1999        | 01     | 2 → 1     | –            |
| Gesamt        |                     | 1290   |           | 1300         |

## Vorrunde

### Teilnehmende Mannschaften
26 Viertligisten, 7 Fünftligisten und 3 Sechstligisten
| Vorrundenteilnehmer | | | |
| FK Refotal Albrechtice (IV) FK ARTEP Město Albrechtice (IV) TJ Slovan Břeclav (IV) ČAFC Židenice Brünn (IV) AFK Chropyně (IV) TJ Keramika Chlumčany (IV) FK Králův Dvůr (IV) FK Tatran Kadaň (IV) SK Kravaře (IV) | SK Hanácká Slavia Kroměříž (IV) FK IZOS Libočany (IV) FC Patenidis Motorlet Prag (IV) TJ FS Napajedla (IV) TJ Dolní Němčí (IV) 1. FC Polešovice (IV) SK Aritma Prag (IV) TJ Jiskra Rýmařov (IV) FC TVD Slavičín (IV) | SK Štěti (IV) FK Šumperk (IV) TJ Sušice (IV) FK Tábor (IV) FK Tachov (IV) FK Trutnov (IV) SK VELA Uhelné sklady Prag (IV) TJ Slavoj Velké Pavlovice (IV) FC Sparta Brünn (V) | SK Ďáblice (V) SK Klatovy 1898 (V) FK Meteor Louny (V) TJ Sokol Prostějov (V) FK Baník Šardice (V) FC Sokol Rapid Skřečoň (V) FK Čechie Kralupy (VI) AFC Humpolec (VI) SK Hošek Robousy (VI) |
| IV = Divize • V = Krajský přebor • VI = I. A třída | | | |

### Begegnungen der Vorrunde
| Datum                 |                                 | Ergebnis        |                                 |
| --------------------- | ------------------------------- | --------------- | ------------------------------- |
| 29.07.1998, 17:00 Uhr | SK Klatovy 1898 (V)             | 2:0             | TJ Sušice (IV)                  |
| 29.07.1998, 17:00 Uhr | AFC Humpolec (VI)               | 6:2             | FK Tábor (IV)                   |
| 29.07.1998, 17:00 Uhr | FK Čechie Kralupy (VI)          | 1:1 (2:4 i. E.) | FK IZOS Libočany (IV)           |
| 29.07.1998, 17:00 Uhr | SK Ďáblice (V)                  | 0:1             | FC Patenidis Motorlet Prag (IV) |
| 29.07.1998, 17:00 Uhr | FK Meteor Louny (V)             | 1:1 (4:5 i. E.) | FK Tatran Kadaň (IV)            |
| 29.07.1998, 17:00 Uhr | SK Hošek Robousy (VI)           | 2:4             | FK Trutnov (IV)                 |
| 29.07.1998, 17:00 Uhr | SK VELA Uhelné sklady Prag (IV) | 3:0             | FK Králův Dvůr (IV)             |
| 29.07.1998, 17:00 Uhr | TJ Keramika Chlumčany (IV)      | 0:2             | FK Tachov (IV)                  |
| 29.07.1998, 17:00 Uhr | SK Štěti (IV)                   | 1:3             | SK Aritma Prag (IV)             |
| 29.07.1998, 17:00 Uhr | FC Sparta Brünn (V)             | 2:1             | ČAFC Židenice Brünn (IV)        |
| 29.07.1998, 17:00 Uhr | TJ Sokol Prostějov (V)          | 1:1 (2:4 i. E.) | AFK Chropyně (IV)               |
| 29.07.1998, 17:00 Uhr | TJ Slovan Břeclav (IV)          | 2:0             | TJ Slavoj Velké Pavlovice (IV)  |
| 29.07.1998, 17:00 Uhr | FK Baník Šardice (V)            | 3:1             | TJ Dolní Němčí (IV)             |
| 29.07.1998, 17:00 Uhr | TJ FS Napajedla (IV)            | 2:2 (4:3 i. E.) | SK Hanácká Slavia Kroměříž (IV) |
| 29.07.1998, 17:00 Uhr | FC TVD Slavičín (IV)            | 2:2 (5:3 i. E.) | 1. FC Polešovice (IV)           |
| 29.07.1998, 17:00 Uhr | TJ Jiskra Rýmařov (IV)          | 0:1             | FK ARTEP Město Albrechtice (IV) |
| 29.07.1998, 17:00 Uhr | SK Kravaře (IV)                 | 4:1             | FK Šumperk (IV)                 |
| 29.07.1998, 17:00 Uhr | FC Sokol Rapid Skřečoň (V)      | 0:2             | FK Refotal Albrechtice (IV)     |

## 1. Runde

### Teilnehmende Mannschaften
Die 18 Sieger der Vorrunde, die 16 Zweitligisten, 25 Drittligisten und weitere 37 Viertligisten. Insgesamt nahmen 96 Mannschaften teil.
| Fotbalová národní liga 16 Mannschaften der 2. Liga 1998/99 | Sieger der Vorrunde die 18 Sieger der Vorrunde | weitere Teilnehmer 62 Mannschaften | weitere Teilnehmer 62 Mannschaften | weitere Teilnehmer 62 Mannschaften |
| SK České Budweis JČE 1. FC Česka Lípa SK Chrudim 1887 FK VP Frýdek-Místek AFK Atlantic Lázně Bohdaneč FC MUS Most FK Mladá Boleslav FC NH Ostrava FC Tatran Poštorná SK LeRK Prostějov FC Bohemians Prag FK Hanácka kyselka Přerov 1. FC SYNOT SK Železárny Třinec FC Vítkovice FC Svit Zlín | FK ARTEP Město Albrechtice (IV) FK Refotal Albrechtice (IV) TJ Slovan Břeclav (IV) AFK Chropyně (IV) FK Tatran Kadaň (IV) SK Kravaře (IV) FK IZOS Libočany (IV) TJ FS Napajedla (IV) SK Aritma Prag (IV) FC Patenidis Motorlet Prag (IV) FC TVD Slavičín (IV) FK Tachov (IV) FK Trutnov (IV) SK VELA Uhelné sklady Prag (IV) FC Sparta Brünn (V) SK Klatovy 1898 (V) FK Baník Šardice (V) AFC Humpolec (VI) | FC MSA Dolní Benešov (III) FC Zeman Brünn (III) VT Chomutov (III) AFK Chrudim (III) FC Roubina Dolní Kounice (III) SK Hranice (III) Dukla Sekopt Hranice (III) FC PSJ Jihlava (III) FK Krnov (III) FK Kaučuk Kralupy (III) FK Kunovice (III) AFK VMK Kyjov (III) TJ Sokol Milin (III) SK Spolana Neratovice (III) 1. FC Pilsen (III) FK Admira-Slavoj Prag (III) FC Sparta Krč Prag (III) SK Baník Ratíškovice (III) AFK Sokol Semice (III) SK Smíchov (III) FK Jiskra Třeboň (III) | SK Slovácká Slavia Uherské Hradiště (III) FK UNEX Uničov (III) TJ Slovan Varnsdorf (III) TJ Biocel Vratimov (III) SK Český Brod FK Pelikán Děčín TJ Tatran Prachatice TJ Přeštice SK Strakonice 1908 FC Turnov ČSK Uherský Brod VTJ Znojmo FK Český lev Neštěmice TJ Karlovy Vary-Dvory SK Kladno FK Chemopetrol Litvínov TJ ČZU Prag FC Střížkov Praha 9 SK Rakovník SK Roudnice nad Labem FK Slavoj Žatec | SK Union Čelákovice PFC Český Dub FC Olympia Hradec Královéc SK Holice FK Agria Choceň FK Mogul Kolín FK OEZ Letohrad FC Slovan Pardubice FK Říčany Spartak Rychnov nad Kněžnou FC Elseremo Brumov FC Dosta Bystrc-Kníničky FCS Mysločovice FC Slušovice TJ Svitavy TJ BOPO Třebíč FK Holice 1932 TJ Valašské Meziříčí SK Rapid Moglinov TJ Nový Jičín |
| Ligaebene in Klammern: III = ČFL bzw. MSFL • IV = Divize • V = Krajský přebor • VI = I. A třída | | | | |

### Begegnungen der 1. Runde
| Datum                 |                                  | Ergebnis        |                                           |
| --------------------- | -------------------------------- | --------------- | ----------------------------------------- |
| 31.07.1998, 16:30 Uhr | TJ Valašské Meziříčí (IV)        | 0:3             | SK Hranice (III)                          |
| 01.08.1998, 10:15 Uhr | SK VELA Uhelné sklady Prag (IV)  | 2:2 (3:5 i. E.) | 1. FC Pilsen (III)                        |
| 01.08.1998, 16:30 Uhr | Dukla Sekopt Hranice (III)       | 0:0 (1:4 i. E.) | FK Hanácka kyselka Přerov (II)            |
| 01.08.1998, 16:30 Uhr | FK UNEX Uničov (III)             | 2:3             | SK LeRK Prostějov (II)                    |
| 01.08.1998, 16:30 Uhr | FK Slavoj Žatec (IV)             | 0:9             | FC MUS Most (II)                          |
| 01.08.1998, 17:00 Uhr | SK Kravaře (IV)                  | 2:0             | FC MSA Dolní Benešov (III)                |
| 01.08.1998, 17:00 Uhr | FK Baník Šardice (V)             | 0:3             | SK Baník Ratíškovice (III)                |
| 01.08.1998, 17:00 Uhr | FK Tatran Kadaň (IV)             | 1:3             | VT Chomutov (III)                         |
| 01.08.1998, 17:00 Uhr | TJ Přeštice (IV)                 | 2:1             | TJ Sokol Milin (III)                      |
| 01.08.1998, 17:00 Uhr | TJ ČZU Prag (IV)                 | 2:1             | TJ Sokol Milin (III)                      |
| 02.08.1998, 10:15 Uhr | FC Elseremo Brumov (IV)          | 0:4             | FC Svit Zlín (II)                         |
| 02.08.1998, 16:30 Uhr | FK Říčany (IV)                   | 3:0             | SK Český Brod (IV)                        |
| 02.08.1998, 16:30 Uhr | FC Patenidis Motorlet Prag (IV)  | 0:4             | FK Admira-Slavoj Prag (III)               |
| 02.08.1998, 16:30 Uhr | TJ Tatran Prachatice (IV)        | 1:1 (4:2 i. E.) | FK Jiskra Třeboň (III)                    |
| 02.08.1998, 16:30 Uhr | FC Slovan Pardubice (IV)         | 2:1             | SK Union Čelákovice (IV)                  |
| 02.08.1998, 16:30 Uhr | SK Aritma Prag (IV)              | 0:3             | SK Spolana Neratovice (III)               |
| 02.08.1998, 16:30 Uhr | AFC Humpolec (VI)                | 0:8             | SK České Budweis JČE (II)                 |
| 02.08.1998, 16:30 Uhr | FK OEZ Letohrad (IV)             | 1:2             | AFK Atlantic Lázně Bohdaneč (II)          |
| 02.08.1998, 16:30 Uhr | SK Holice (IV)                   | 2:2 (3:4 i. E.) | SK Chrudim 1887 (II)                      |
| 02.08.1998, 16:30 Uhr | FK IZOS Libočany (IV)            | 3:1             | SK Rakovník (IV)                          |
| 02.08.1998, 16:30 Uhr | SK Klatovy 1898 (V)              | 2:0             | SK Strakonice 1908 (IV)                   |
| 02.08.1998, 16:30 Uhr | FC Střížkov Praha 9 (IV)         | 4:0             | AFK Sokol Semice (III)                    |
| 02.08.1998, 16:30 Uhr | FK Tachov (IV)                   | 2:2 (5:4 i. E.) | TJ Karlovy Vary-Dvory (IV)                |
| 02.08.1998, 16:30 Uhr | SK Roudnice nad Labem (IV)       | 1:4             | FC Sparta Krč Prag (III)                  |
| 02.08.1998, 16:30 Uhr | PFC Český Dub (IV)               | 2:0             | TJ Slovan Varnsdorf (III)                 |
| 02.08.1998, 16:30 Uhr | FK Chemopetrol Litvínov (IV)     | 3:5             | FK Kaučuk Kralupy (III)                   |
| 02.08.1998, 16:30 Uhr | FK Trutnov (IV)                  | 1:3             | 1. FC Česka Lípa (II)                     |
| 02.08.1998, 16:30 Uhr | SK Kladno (IV)                   | 0:1             | FC Bohemians Prag (II)                    |
| 02.08.1998, 16:30 Uhr | FK Mogul Kolín (IV)              | 1:3             | FK Mladá Boleslav (II)                    |
| 02.08.1998, 16:30 Uhr | TJ Biocel Vratimov (III)         | 4:2             | FK VP Frýdek-Místek (II)                  |
| 02.08.1998, 16:30 Uhr | SK Rapid Moglinov (IV)           | 1:6             | FK Krnov (III)                            |
| 02.08.1998, 16:30 Uhr | TJ Nový Jičín (IV)               | 0:1             | FC Vítkovice (II)                         |
| 02.08.1998, 16:30 Uhr | FK Refotal Albrechtice (IV)      | 1:1 (3:5 i. E.) | SK Železárny Třinec (II)                  |
| 02.08.1998, 16:30 Uhr | FC Sparta Brünn (V)              | 3:0             | TJ BOPO Třebíč (IV)                       |
| 02.08.1998, 16:30 Uhr | VTJ Znojmo (IV)                  | 4:2             | FC Zeman Brünn (III)                      |
| 02.08.1998, 16:30 Uhr | TJ Slovan Břeclav (IV)           | 2:4             | FC Tatran Poštorná (II)                   |
| 02.08.1998, 16:30 Uhr | Roubina Dolní Kounice (III)      | 0:2             | FC PSJ Jihlava (III)                      |
| 02.08.1998, 16:30 Uhr | FC Dosta Bystrc-Kníničky (IV)    | 1:2             | AFK VMK Kyjov (III)                       |
| 02.08.1998, 16:30 Uhr | TJ FS Napajedla (IV)             | 0:4             | 1. FC SYNOT (II)                          |
| 02.08.1998, 16:30 Uhr | FC TVD Slavičín (IV)             | 4:1             | ČSK Uherský Brod (IV)                     |
| 02.08.1998, 16:30 Uhr | FCS Mysločovice (IV)             | 1:1 (3:2 i. E.) | SK Slovácká Slavia Uherské Hradiště (III) |
| 02.08.1998, 16:30 Uhr | FC Slušovice (IV)                | 0:1             | FK Kunovice (III)                         |
| 02.08.1998, 16:30 Uhr | AFK Chropyně (IV)                | 0:4             | FK Holice 1932 (IV)                       |
| 02.08.1998, 16:30 Uhr | TJ Svitavy (IV)                  | 0:4             | FK Agria Choceň (IV)                      |
| 02.08.1998, 16:30 Uhr | Spartak Rychnov nad Kněžnou (IV) | 1:0             | AFK Chrudim (III)                         |
| 02.08.1998, 16:30 Uhr | FK ARTEP Město Albrechtice (IV)  | 1:1 (4:2 i. E.) | FC NH Ostrava (II)                        |
| 02.08.1998, 16:30 Uhr | FC Olympia Hradec Královéc (IV)  | 03:0 1          | FC Turnov (IV)                            |
| 02.08.1998, 16:30 Uhr | FK Český lev Neštěmice (IV)      | 03:0 1          | FK Pelikán Děčín (IV)                     |

## 2. Runde

### Teilnehmende Mannschaften
| Gambrinus Liga 1998/99 16 Erstligisten | Sieger der 1. Runde 48 Mannschaften | Sieger der 1. Runde 48 Mannschaften | Sieger der 1. Runde 48 Mannschaften |
| AC Sparta Prag SK Slavia Prag FK Dukla Příbram FK Chmel Blšany FC Boby-sport Brünn FK Jablonec 97 SK Hradec Králové FC Karviná Baník Ostrava FC Petra Drnovice Slovan Liberec SK Sigma Olmütz SFC Opava FC Viktoria Pilsen FK Teplice FK Viktoria Žižkov | FC Bohemians Prag (II) 1. FC Česka Lípa (II) SK Chrudim 1887 (II) SK České Budweis JČE (II) FK Mladá Boleslav (II) FC MUS Most (II) AFK Atlantic Lázně Bohdaneč (II) FC Tatran Poštorná (II) FK Hanácka kyselka Přerov (II) SK LeRK Prostějov (II) 1. FC SYNOT (II) SK Železárny Třinec (II) FC Vítkovice (II) VT Chomutov (III) SK Hranice (III) FC PSJ Jihlava (III) | FK Krnov (III) FK Kunovice (III) FK Kaučuk Kralupy (III) AFK VMK Kyjov (III) 1. FC Pilsen (III) FK Admira-Slavoj Prag (III) FC Sparta Krč Prag (III) SK Baník Ratíškovice (III) TJ Biocel Vratimov (III) FK ARTEP Město Albrechtice (IV) FC Elseremo Brumov (IV) PFC Český Dub (IV) FK Český lev Neštěmice (IV) FK Agria Choceň (IV) FK Holice 1932 (IV) FC Olympia Hradec Královéc (IV) | SK Kravaře (IV) FK IZOS Libočany (IV) FCS Mysločovice (IV) SK Spolana Neratovice (IV) FC Slovan Pardubice (IV) TJ ČZU Prag (IV) TJ Tatran Prachatice (IV) TJ Přeštice (IV) FK Říčany (IV) Spartak Rychnov nad Kněžnou (IV) FC TVD Slavičín (IV) FC Střížkov Praha 9 (IV) FK Tachov (IV) VTJ Znojmo (IV) FC Sparta Brünn (V) SK Klatovy 1898 (V) |
| Ligaebene in Klammern: II = FNL • III = ČFL bzw. MSFL • IV = Divize • V = Krajský přebor | | | |

### Begegnungen der 2. Runde
| Datum                 |                                  | Ergebnis        |                                  |
| --------------------- | -------------------------------- | --------------- | -------------------------------- |
| 18.08.1998, 16:30 Uhr | Český Dub (IV)                   | 2:5             | FK Jablonec 97 (I)               |
| 08.09.1998, 16:30 Uhr | FC Slovan Pardubice (IV)         | 0:6             | SK Slavia Prag (I)               |
| 08.09.1998, 16:30 Uhr | FK Říčany (IV)                   | 0:3             | AFK Atlantic Lázně Bohdaneč (II) |
| 08.09.1998, 16:30 Uhr | FK IZOS Libočany (IV)            | 1:8             | FK Teplice (I)                   |
| 08.09.1998, 16:30 Uhr | FK Agria Choceň (IV)             | 1:3             | SK Sigma Olmütz (I)              |
| 08.09.1998, 16:30 Uhr | TJ Přeštice (IV)                 | 1:3             | FC Viktoria Pilsen (I)           |
| 08.09.1998, 16:30 Uhr | FK ARTEP Město Albrechtice (IV)  | 1:3             | SFC Opava (I)                    |
| 08.09.1998, 16:30 Uhr | TJ Biocel Vratimov (II)          | 1:5             | FC Karviná (I)                   |
| 08.09.1998, 16:30 Uhr | SK Klatovy 1898 (V)              | 0:2             | AC Sparta Prag (I)               |
| 09.09.1998, 16:30 Uhr | FC Střížkov Praha 9 (IV)         | 5:0             | FC Olympia Hradec Královéc (II)  |
| 09.09.1998, 16:30 Uhr | FK Tachov (IV)                   | 0:3             | FC MUS Most (II)                 |
| 09.09.1998, 16:30 Uhr | 1. FC Pilsen (III)               | 0:4             | FK Chmel Blšany (I)              |
| 09.09.1998, 16:30 Uhr | FK Holice 1932 (IV)              | 1:4             | FK Hanácka kyselka Přerov (II)   |
| 09.09.1998, 16:30 Uhr | FC PSJ Jihlava (III)             | 0:3             | FC Petra Drnovice (I)            |
| 09.09.1998, 16:30 Uhr | FK Krnov (III)                   | 0:1             | SK Železárny Třinec (II)         |
| 09.09.1998, 16:30 Uhr | FK Mladá Boleslav (II)           | 3:0             | SK Hradec Králové (I)            |
| 09.09.1998, 16:30 Uhr | Spartak Rychnov nad Kněžnou (IV) | 2:2 (3:5 i. E.) | 1. FC Česka Lípa (II)            |
| 09.09.1998, 16:30 Uhr | SK Chrudim 1887 (II)             | 0:0 (2:4 i. E.) | SK České Budweis JČE (II)        |
| 09.09.1998, 16:30 Uhr | TJ Tatran Prachatice (IV)        | 0:0 (3:4 i. E.) | FK Dukla Příbram (I)             |
| 09.09.1998, 16:30 Uhr | SK Baník Ratíškovice (III)       | 3:2             | FC Tatran Poštorná (II)          |
| 09.09.1998, 16:30 Uhr | SK Kravaře (IV)                  | 1:3             | Baník Ostrava (I)                |
| 09.09.1998, 16:30 Uhr | FK Kunovice (III)                | 1:0             | 1. FC SYNOT (II)                 |
| 09.09.1998, 16:30 Uhr | FC Sparta Krč Prag (III)         | 2:2 (4:1 i. E.) | FC Bohemians Prag (II)           |
| 09.09.1998, 16:30 Uhr | FK Kaučuk Kralupy (III)          | 1:1 (3:5 i. E.) | VT Chomutov (III)                |
| 09.09.1998, 16:30 Uhr | VTJ Znojmo (IV)                  | 0:6             | SK LeRK Prostějov (II)           |
| 09.09.1998, 16:30 Uhr | FC Sparta Brünn (V)              | 0:9             | FC Boby-sport Brünn (I)          |
| 09.09.1998, 16:30 Uhr | TJ ČZU Prag (IV)                 | 1:2             | SK Spolana Neratovice (III)      |
| 09.09.1998, 16:30 Uhr | FK Admira-Slavoj Prag (III)      | 3:2             | FK Viktoria Žižkov (I)           |
| 09.09.1998, 16:30 Uhr | SK Hranice (III)                 | 2:4             | FC Vítkovice (II)                |
| 09.09.1998, 16:30 Uhr | FC TVD Slavičín (IV)             | 0:3             | FCS Mysločovice (IV)             |
| 09.09.1998, 16:30 Uhr | AFK VMK Kyjov (III)              | 0:2             | FC Svit Zlín (II)                |
| 16.09.1998, 16:30 Uhr | FK Český lev Neštěmice (IV)      | 2:5             | Slovan Liberec (I)               |

## 3. Runde
Teilnehmer: Die 32 Sieger der 2. Runde
| Datum                 |                                  | Ergebnis        |                             |
| --------------------- | -------------------------------- | --------------- | --------------------------- |
| 22.09.1998, 16:00 Uhr | SK LeRK Prostějov (II)           | 0:0 (4:5 i. E.) | SFC Opava (I)               |
| 23.09.1998, 16:00 Uhr | FC MUS Most (II)                 | 1:1 (5:4 i. E.) | FK Chmel Blšany (I)         |
| 23.09.1998, 16:00 Uhr | FK Mladá Boleslav (II)           | 4:0             | SK Železárny Třinec (II)    |
| 23.09.1998, 16:00 Uhr | 1. FC Česka Lípa (II)            | 0:1             | 1. FC Česka Lípa (I)        |
| 23.09.1998, 16:00 Uhr | SK Baník Ratíškovice (III)       | 2:2 (5:6 i. E.) | Baník Ostrava (I)           |
| 23.09.1998, 16:00 Uhr | FC Sparta Krč Prag (III)         | 1:1 (6:5 i. E.) | FC Viktoria Pilsen (I)      |
| 23.09.1998, 16:00 Uhr | FC Svit Zlín (II)                | 1:2             | FC Boby-sport Brünn (I)     |
| 23.09.1998, 16:00 Uhr | FK Admira-Slavoj Prag (III)      | 1:1 (4:2 i. E.) | SK Spolana Neratovice (III) |
| 23.09.1998, 16:00 Uhr | FC Vítkovice (II)                | 3:1             | FC Karviná (I)              |
| 23.09.1998, 18:00 Uhr | SK České Budweis JČE (II)        | 2:1             | FK Dukla Příbram (I)        |
| 23.09.1998, 16:00 Uhr | FK Hanácka kyselka Přerov (II)   | 1:3             | FC Petra Drnovice (I)       |
| 07.10.1998, 16:00 Uhr | AFK Atlantic Lázně Bohdaneč (II) | 0:0 (3:4 i. E.) | FK Teplice (I)              |
| 10.10.1998, 14:00 Uhr | VT Chomutov (III)                | 1:3             | FK Jablonec 97 (I)          |
| 21.10.1998, 15:00 Uhr | FK Kunovice (III)                | 0:1             | SK Sigma Olmütz (I)         |
| 28.10.1998, 14:30 Uhr | FCS Mysločovice (IV)             | 0:8             | AC Sparta Prag (I)          |
| 11.11.1998, 14:00 Uhr | FC Střížkov Praha 9 (IV)         | 0:2             | SK Slavia Prag (I)          |

## Achtelfinale
| Datum                 |                             | Ergebnis        |                         |
| --------------------- | --------------------------- | --------------- | ----------------------- |
| 10.03.1999, 14:30 Uhr | FK Mladá Boleslav (II)      | 1:2             | Slovan Liberec (I)      |
| 10.03.1999, 14:30 Uhr | FC Sparta Krč Prag (III)    | 0:4             | SK Sigma Olmütz (I)     |
| 10.03.1999, 14:30 Uhr | SFC Opava (I)               | 2:2 (4:3 i. E.) | FK Jablonec 97 (I)      |
| 10.03.1999, 16:30 Uhr | FC Petra Drnovice (I)       | 2:1             | FK Teplice (I)          |
| 10.03.1999, 16:30 Uhr | SK České Budweis JČE (II)   | 1:2             | Baník Ostrava (I)       |
| 11.03.1999, 14:30 Uhr | FK Admira-Slavoj Prag (III) | 1:3             | FC Boby-sport Brünn (I) |
| 17.03.1999, 14:30 Uhr | FC MUS Most (II)            | 0:2             | SK Slavia Prag (I)      |
| 17.03.1999, 16:30 Uhr | FC Vítkovice (II)           | 1:1 (3:4 i. E.) | AC Sparta Prag (I)      |

## Viertelfinale
| Datum                 |                       | Ergebnis        |                         |
| --------------------- | --------------------- | --------------- | ----------------------- |
| 14.04.1999, 16:30 Uhr | SFC Opava (I)         | 0:1             | Slovan Liberec (I)      |
| 14.04.1999, 16:30 Uhr | FC Petra Drnovice (I) | 1:0             | SK Sigma Olmütz (I)     |
| 14.04.1999, 16:30 Uhr | AC Sparta Prag (I)    | 1:0             | FC Boby-sport Brünn (I) |
| 15.04.1999, 17:00 Uhr | SK Slavia Prag (I)    | 2:2 (3:0 i. E.) | Baník Ostrava (I)       |

## Halbfinale
| Datum                 |                       | Ergebnis |                    |
| --------------------- | --------------------- | -------- | ------------------ |
| 04.05.1999, 16:25 Uhr | AC Sparta Prag (I)    | 0:1      | SK Slavia Prag (I) |
| 06.05.1999, 16:00 Uhr | FC Petra Drnovice (I) | 1:4      | Slovan Liberec (I) |

## Finale
| Paarung        | Slovan Liberec – SK Slavia Prag |
| Ergebnis       | 0:1 n. V. |
| Datum          | 25. Mai 1999 um 16:45 Uhr |
| Stadion        | Stadion Evžena Rošického, Prag |
| Zuschauer      | 4.963 |
| Schiedsrichter | Miroslav Liba |
| Tore           | 0:1 Pavel Horváth (97.) |
| Slovan Liberec | Antonín Kinský – Stanislav Marek, Jiří Novotný, Bohuslav Pilný – David Breda, Josef Lexa, Pavel Capek, Tomáš Janů, Rastislav Michalík (96. Martin Čupr) – Marek Kincl (46. Jiří Jarošík), Leandro Lázzaro Cheftrainer: Ladislav Škorpil |
| SK Slavia Prag | Radek Černý – Adam Petrouš, Karel Rada, Petr Vlček, Vladimír Labant, Jiří Lerch – Jiří Skála (77. Richard Dostálek), Pavel Horváth, Ivo Ulich – Robert Vágner, Luděk Zelenka (60. Vladimír Malár) Cheftrainer: Jaroslav Hřebík          |